# ذراع الحمرة (ردفان)

تعديل مصدري - تعديل

ذراع الحمرة هي إحدى قرى عزلة الحبيلين بمديرية ردفان التابعة لمحافظة لحج، بلغ تعداد سكانها 36 نسمة حسب تعداد اليمن لعام 2004.